# Yvonne Tembouret
Yvonne Tembouret, née le 4 février 1901 à Paris et morte dans cette même ville le 3 mai 1954, est une athlète française, spécialiste du lancer du disque. 

## Biographie
Yvonne Marie Antoinette Tembouret est la fille de André Charles Tembouret, employé et de Charlotte Louise Maubert, couturière.
Licenciée au Fémina Sport, elle remporte le concours du lancer du disque lors des championnats de France d'athlétisme 1923.
Elle est officiellement la première détentrice du record du monde du lancer du disque en établissant la marque de 27,39 m le 23 septembre 1923 à Paris.
Secrétaire de profession, elle est domiciliée Rue de Charonne. Elle est morte à l'âge de 53 ans à Hôpital Saint-Joseph.